# Stadio Antonino Lombardo Angotta
Lo stadio municipale Antonino Lombardo Angotta è il principale impianto sportivo di Marsala ed il primo più grande della Provincia di Trapani.È uno stadio polifunzionale dedicato ad Antonino Lombardo Angotta, già presidente della squadra Sport Club Marsala 1912, il principale team di calcio di Marsala, che disputa all'Angotta le partite interne.

## Storia
Intorno agli anni cinquanta, la squadra ha disputato le gare interne allo Stadio della Vittoria, sito all'interno dell'area che in seguito ospiterà il futuro Parco Archeologico, adiacente all'omonima piazza. L'attuale stadio, è stato fatto costruire da Antonino Lombardo Angotta.
Antonino Lombardo Angotta, facoltoso uomo politico e figura cittadina di grande rilievo dell'epoca, fu presidente dello Sport Club Marsala 1912 per dieci anni (1955-1965). Nella prima metà degli anni '50 Lombardo Angotta iniziò i progetti di costruzione di uno stadio, perché il Marsala 1912 non poteva più continuare a giocare nel vecchio "Campo della Vittoria", nella zona di Porta Nuova. Lo stesso Lombardo Angotta, in una intervista concessa nel 1992 pochi anni prima della sua morte, raccontò di come, durante un Marsala-Bari, il pubblico fu costretto a rimanere fuori dal vecchio impianto, causa la non agibilità delle travi di legno che formavano le gradinate. Lo Stadio, sorse in una zona molto periferica della città, praticamente di campagna, zona separata isolata dal Fossato Punico di Lilibeo. Lombardo Angotta fece costruire prima lo stadio, inaugurato ufficialmente come cantiere ricreativo scolastico.
I lavori iniziarono infatti senza alcuna autorizzazione ed una manifestazione dei tifosi durante una visita del prefetto convinse lo stesso alla messa in regola dei lavori, quando essi erano ancora in fase di realizzazione. Subito dopo lo Stadio, Lombardo Angotta si prodigò alla costruzione del cavalcavia che collega il centro cittadino alla zona dello Stadio, permettendo in questo modo l'espansione del centro urbano di Marsala in direzione sud-est nella prima metà degli anni '60.
La prima gara giocata nell'odierno stadio fu Marsala-Reggina, giocata il 19 febbraio 1956 e terminata 1-1, con gol per il Marsala di Roberto Lerici.
L'impianto marsalese è stato uno dei primi in Sicilia a poter vantare un manto erboso.
Nel 2002, in contemporanea all'inaugurazione della Curva (dalla capienza di 3600 posti), lo Stadio che fin dalla sua nascita era noto come "Stadio Municipale di Marsala", fu intitolato alla memoria di Antonino Lombardo Angotta, artefice della costruzione dello stesso e figura di rilievo nella storia del locale sodalizio sportivo, portato dal presidente Lombardo Angotta alle soglie della Serie B.
Dal 2002 al 2010 la gradinata è rimasta chiusa per inagibilità, causando problemi alla società e alle forze dell'ordine per l'individuazione di un settore ospiti. Nel 2006, dopo una lunga attesa, sono cominciati i lavori; la gradinata è stata ricostruita ed ampliata. Nel 2013 è stato rifatto il manto erboso.

## Struttura
La struttura dello stadio è dotata di 3 settori: Tribuna-Gradinata-Curva.
- Tribuna: 4.500 posti. Il settore è dotato nella sua parte centrale di copertura e nel livello più elevato di una cabina a più scompartimenti per le riprese televisive e gli operatori dell'informazione.
- Gradinata: 5.000 posti. Il 25% è riservato al settore ospiti che è diviso dalla restante parte.
- Curva: 3.600 posti. Il settore, di recente costruzione, si trova a sinistra della tribuna.

Dopo una chiusura di 3 anni per inagibilità dal febbraio 2020, è stata autorizzata una capienza di 5000 posti. Ad impianto completamente efficiente, la capienza complessiva è di 13.000 posti.

## Manifestazioni Nazionali ed Internazionali
Il 23 aprile 1988 è stata inaugurata la pista d'atletica in tartan a 6 corsie, con il 1º Meeting Internazionale d'Atletica leggera di Primavera. Vi hanno preso parte campioni del calibro di Pietro Mennea, che ha corso i 400 m maschili, Alessandro Andrei, primatista mondiale del getto del peso e medaglia d'oro ai Giochi olimpici di Los Angeles del 1984, Giovanni Evangelisti, che ha gareggiato nel salto in lungo e il mezzofondista siciliano Salvatore Antibo, che ha gareggiato sui 3000 m maschili.
Il 16 marzo 1996 lo stadio ha ospitato per la prima volta una squadra nazionale, l'incontro di calcio tra l'Under 21 di serie C e la nazionale olimpica del Canada è terminato con la vittoria degli azzurrini per 2 a 0.
Il 15 gennaio 1998 lo stadio ha ospitato per la prima volta un Triangolare Internazionale di calcio, 1° Trofeo Marsala città del vino, che ha visto la presenza del Feyenoord, nelle cui file militava Julio Ricardo Cruz, dell'Amburgo e dello Sport Club Marsala 1912, che si è aggiudicato il trofeo.
Tra gli eventi non sportivi che hanno avuto come palcoscenico lo stadio di Marsala, merita di essere ricordato il concerto della star internazionale Sting tenutosi il 18 luglio 1993 a cui hanno preso parte circa 10.000 fans.